# Vévoda z Touraine

Znak vévody Filipa, později vévoda z Burgundska

Vévoda z Touraine byl francouzský šlechtický titul vztahující se k regionu Touraine.

## Historie
Poprvé byl vytvořen roku 1360 pro Filipa, syna krále Jana II. Francouzského. Roku 1363 se vévodství vrátilo ke koruně a protože se stal vévodou z Burgundska.
Podruhé byl vytvořen roku 1386 pro Ludvíka z Valois, syna krále Karla V. Francouzského. Roku 1392 se vrátilo ke koruně protože se stal vévodou z Orléans.
Dále byl obnoven roku 1401 pro Jana, syna krále Karla VI. Francouzského. Roku 1415 se stal francouzským Dauphinem a zemřel roku 1417 bezdětný.
Roku 1416 byl obnoven pro Karla, syna krále Karla VI. Francouzského. Roku 1422 nastoupil po svém otci na trůn.
Roku 1423 byl znovu obnoven pro skotského šlechtice Archibalda Douglase, 4. hraběte z Douglas, velitele na francouzské straně ve Stoleté válce. Roku 1424 byl zabit v bitvě u Verneuil. Francouzi mysleli že zemřel bez potomků a bylo předpokládáno že titul opět zanikl, nicméně když zjistily že má syna jménem Archibald Douglas který převzal titul hraběte z Douglas byl potvrzen v následnictví ve vévodství. Nástupcem se stal jeho syn William Douglas, 6. hrabě z Douglas.
Dne 21. října 1424 bylo území Touraine dáno králi Ludvíku III. Neapolskému.
Roku 1528 předal toto území František I. Francouzský své matce Luise Savojské jako výměnu za vévodství Nemours které získala roku 1523.
Dále byl titul obnoven roku 1576 pro Františka z Anjou, syna krále Jindřicha II. Francouzského. Zemřel roku 1584 a titul zanikl.
Roku 1981 byl titul udělen legitimním nástupcem francouzského trůnu Alfonsem Bourbonským jeho synovy Ludvíku Bourbonskému.